# He Wenna
He Wenna (Xinluo, Longyan, Fujian; 19 de enero de 1989) es una gimnasta de trampolín china. Compitió en los Juegos Olímpicos de 2008, donde ganó la medalla de oro con una puntuación de 37,80.
Ganó una medalla de oro en la prueba por equipos en el Campeonato Mundial de Trampolín 2007 y el Campeonato Mundial de Trampolín 2009. En 2009, también ganó una medalla de plata en individual. En el Campeonato Mundial de Trampolín 2011, ganó medallas de oro por equipos e individual y se aseguró un lugar para China en los Juegos Olímpicos.
En los Juegos Olímpicos de 2012, ella fue líder después de la ronda preliminar, pero cayó de lugar al final de su rutina y terminó en tercer lugar.